# Введенский Макарьевский Жабынский монастырь
Введенский Макарьевский Жабынский монастырь (Введенская Макариевская Жабынская пустынь) — мужской православный монастырь Белёвской епархии Русской православной церкви, расположенный в посёлке Жабынь Белёвского района Тульской области России.

## Описание
Свято-Введенская Макариевская Жабынская пустынь расположена на равнинной местности на правом берегу реки Оки в 8 км от города Белёва, на древнем Жабынском городище вблизи бывшего села, а ныне посёлка Жабынь. Название получено по географическому признаку — по речке-ручью (ныне пересохшему) Жабынке, Введенская — по главному храму, Макариевская — по имени преподобного иеросхимонаха, восстановителя и настоятеля Макария Белевского (1539—1623).

### Основание монастыря
Первоначальное название — Белёвская Жабынская Введенская пустынь, была основана в 1585 году старцем Онуфрием по жалованной грамоте царя Фёдора Ивановича, в которой повелевалось «воздвигнуть храм на Жабынском городище и монастырь строить». Предположительно пустынь подверглась неприятельскому разорению и была заново восстановлена в начале XVII века священно-иноком Макарием, который стал именоваться «преподобным отцом Макарием Белёвским Чудотворцем». После смерти Макария его мощи хранятся в монастырской обители, а пустынь добавила к своему названию имя «Макарьевская».

### Краткая историческая справка
К концу XVII века пустынь снова пришла в полное запустение, монахи разбрелись по другим монастырям и во всей обители оставался лишь белый священник при церкви.
В 1707 году митрополит Сарский и Подонский Иларион назначил иеромонаха Тихона настоятелем монастыря с возведением его в сан игумена. После назначения игумена Тихона настоятелем монастырь стал быстро обновляться. Восстановление происходило в основном на пожертвования граждан разных сословий, так как Жабынская пустынь не имела земляных угодий и государственного жалования как заштатный монастырь. В 1710 году в пустынь по ходатайству настоятеля Тихона и повелению митрополита Илариона из села Озерска Перемышльского уезда Калужской губернии перенесли чудотворный образ иконы Знамения Божией Матери. Это существенно увеличило число прибывавших к чудотворной иконе паломников и пожертвования на содержание монастыря. Преемник митрополита Илариона епископ Феодосий (Вадбольский) в 1711 году грамотой утвердил икону за Жабынским монастырём.
К 1722 году в монастыре было уже три храма: соборный деревянный Введенский, деревянный Никольский на колодце-Жабынце, и с 1708 года велось строительство каменного Введенского.
В 1722 году игумен Тихон был назначен настоятелем Белёвского Спасо-Преображенского монастыря и получил сан архимандрита. После выхода манифеста Петра I в 1723 году Жабынская обитель была приписана к Белёвскому Спасо-Преображенскому монастырю и упразднена, но строения остались нетронутыми.
После смерти Петра I Екатерина I в 1727 году издала указ, в котором повелевалось: «Маловотчинные монастыри, которые питались своими трудами без жалованья, те оставить на прежнем основании». Тем самым монастырь был спасён, но оставался приписанным к Преображенскому до 1764 года, когда пустынь упразднили в очередной раз.
В 1776 году после пожара Успенского Шаровкина монастыря в Калужской губернии его монахи во главе с настоятелем иеромонахом Исаакием были переселены в пустовавшую Жабынскую обитель. В обители вновь возобновилась монашеская жизнь, которая не прерывалась до закрытия 1921 года.

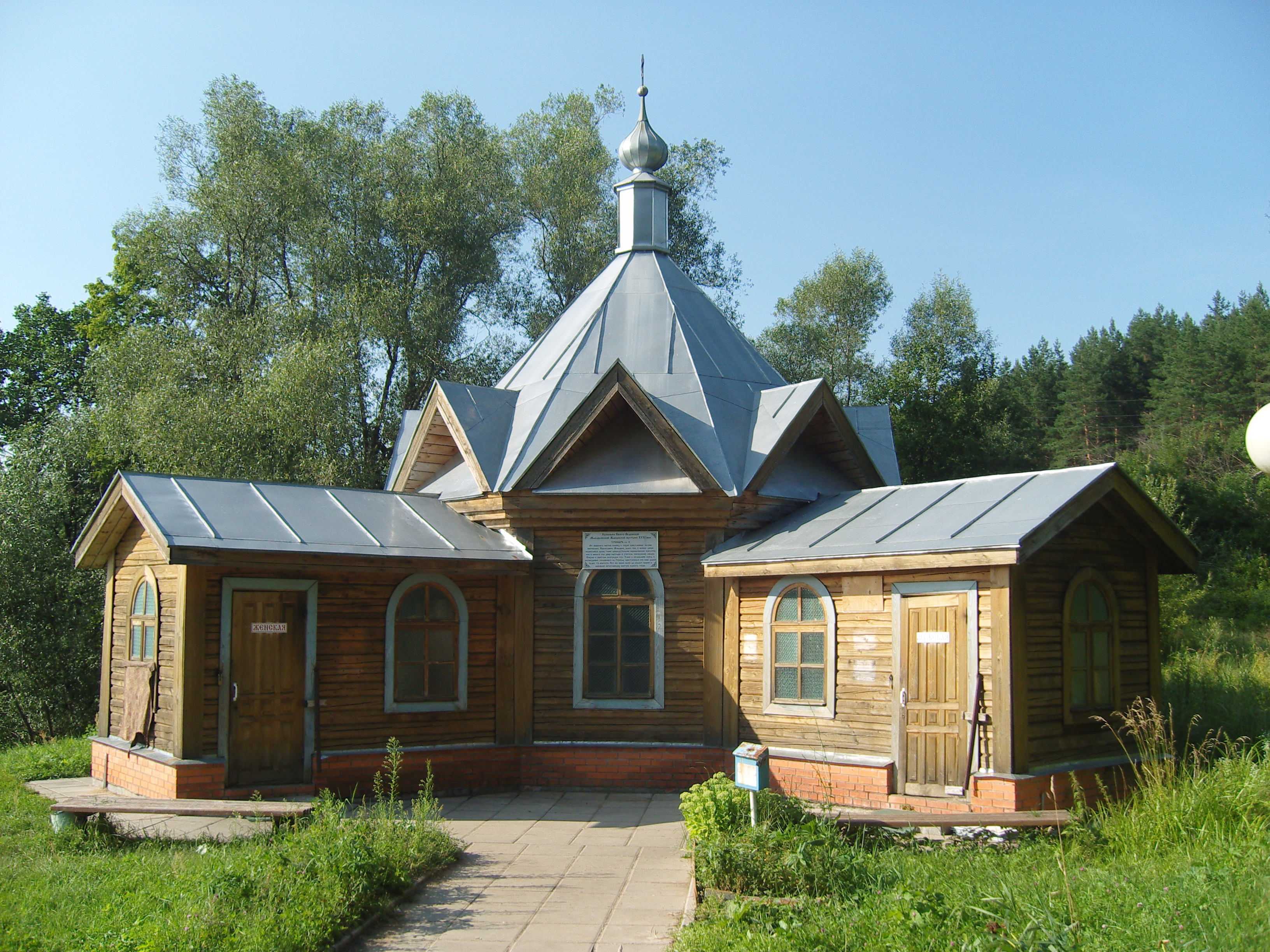
Крещальня

В мае 1991 года Священный синод благословил открытие Свято-Введенской Макариевской пустыни. С этого времени начались в пустыни восстановительные работы.
В 2019 году в рамках подготовки к празднованию 500-летия Тульского кремля и Большой засечной черты проведена реставрация старинного Макариевского храма монастыря, благоустроена его территория и на шоссе Тула— Белёв у поворота на монастырь установлена часовня с иконой преподобного Макария Жабынского. Макариевский храм был освящен 4 февраля 2020 года епископом Белевским и Алексанским Серафимом (Кузьминовым).

### Храмы монастыря
К концу XIX столетия в ведении монастыря находились храмы: соборный Введенский (в 1811 отремонтирован, в 1838 расписан); во имя Знамения Божией Матери (освящён в 1825) с притворным приделом Трёх Святителей, построенный вместо небольшой каменной церкви в 1793; двухъярусная церковь Рождества Иоанна Предтечи (освящена в 1848) на первом этаже и Вознесенская (освящена в 1849) — на втором; приходская церковь Николая Чудотворца на речке Жабынке построена в 1815 году вместо деревянной, в которой по преданию похоронен восстановитель пустыни — преподобный Макарий и около этой церкви находилась часовня, построенная на колодце-Жабынце; также за оградой — храм Макария Жабынского с приделами святого Александра Невского и Николая Чудотворца. В 1906 году, на средства барона Михаила Ивановича Черкасова, возле кладбища села Жабыни был построен приходская церковь Введения Пресвятой Богородицы. В конце 1930-х она была закрыта и разобрана.